# Ixala unicoloraria
Ixala unicoloraria är en fjärilsart som beskrevs av George Duryea Hulst 1888. Ixala unicoloraria ingår i släktet Ixala och familjen mätare. Inga underarter finns listade i Catalogue of Life.